# جوش غرانت (لاعب كرة قدم)
جوش غرانت (بالإنجليزية: Josh Grant)‏ هو لاعب كرة قدم بريطاني في مركز الدفاع، ولد في 11 أكتوبر 1998 في بريكستون في المملكة المتحدة. لعب مع تشيلسي تحت 23 سنة والأكاديمية ويوفل تاون.